# Махеш Джаду
Махеш Джаду (англ. Mahesh Jadu; нар. 26 жовтня 1982) — австралійський актор. Найвідоміший за роллю доктора Дага Гарріса в мильній опері «Сусіди» та роллю Ахмада в оригінальному серіалі Netflix «Марко Поло». Він також зіграв епізодичні ролі в серіалах «Краща людина» та «Відьмак».

## Раннє життя
Джаду народився в Карлтоні, штат Вікторія, Австралія. Його родина з Маврикію, і він має індійські корені, з Горакхпура та Кашміру. Він виріс у Перті, Західна Австралія.

## Кар'єра
Він почав як композитор австралійського шоу «Вкуси мене». Він прослухався на невелику роль у індійському фільмі, Вибач, Бхай! і згодом був обраний. Пізніше його взяли в одну з найдовших мильних опер Австралії, Сусіди, в ролі Дага Харріса . Він грав у покер для покриття витрат на оренду та проживання, доки його не запросили на прослуховування.
У 2011 році його зняли в австралійській драмі «Тадж», яка була представлена на 16-му Міжнародному кінофестивалі в Пусані.

## Фільмографія
| Рік     | Назва           | Роль              | Примітки       |
| ------- | --------------- | ----------------- | -------------- |
| 2008    | Вибач, Бхай!    | Студент           |                |
| 2010–11 | Сусіди          | Доктор Даг Харріс | 33 епізоди     |
| 2011    | Тадж            | Вджай             |                |
| 2012    | Три віка Саші   | Насір Хан         |                |
| 2013    | Магнетизм       | Марк              | Короткий фільм |
| 2013    | Краща людина    | Шанмугум          | 1 епізод       |
| 2014    | Я, Франкенштейн | Офір              | Головна роль   |
| 2014    | Марко Поло      | Ахмад             | Головна роль   |
| 2015    | Закохані        | Вбивця            |                |
| 2019–   | Відьмак         | Вільгефорц        | Головна роль   |